# عجوقة بيضاء
عجوقة بيضاء (الاسم العلمي: Ajuga leucantha) هي نوع نباتي يتبع جنس العجوقة من فصيلة الشفوية.